# Eliab
Eliab − postać biblijna ze Starego Testamentu.
Najstarszy syn Jessego, brat Dawida.
Pojawia się w I Księdze Samuela 16,6 nn.; 17,13.28